# Éditions Laterza
Laterza, de son nom complet Casa editrice Giuseppe Laterza & Figli, est une maison d'édition italienne fondée en 1901 par Giovanni Laterza (1873-1943) dans le prolongement de la Libreria e Tipografia Laterza, société déjà existante. Son siège social est situé à Bari, le quartier général opérationnel est à Rome.

## Histoire
La maison d'édition est fondée en 1885 à Putignano, sous le nom de société « Giuseppe Laterza e fili » par  Vito Laterza (Putignano 1867-Bari 1935). L'entreprise, à l'origine une librairie de papeterie, s'installe en 1889 d'abord à Tarente puis à Bari, où en 1896 elle reprend l'imprimerie d'un journal local. Une activité éditoriale est lancée par le frère de Vito, Giovanni Laterza en 1901, avec l'aide de Benedetto Croce, qui confie à Laterza l'édition de ses œuvres et de la revue La Critica (1903)
L'histoire de la maison Laterza est indissociable de Benedetto Croce, qui en est pendant quarante ans le directeur littéraire, entouré de collaborateurs tels que Luigi Russo (it), Guido De Ruggiero et Giovanni Gentile. C'est chez Laterza que Croce publie la majeure partie de son œuvre ainsi que sa revue, La Critica.
Parmi les collections inspirées par Croce figurent la Biblioteca di cultura moderna, les Classici della filosofia moderna et les Scrittori d'Italia. Les liens entre Croce et Laterza sont documentés par un ensemble de quatre volumes de correspondance publiés par cet éditeur.
Après la Seconde Guerre mondiale, Vito Laterza (1926-2001) assure la direction de la maison et lance de nouvelles collections. À sa mort, ses deux successeurs sont Giuseppe Laterza, qui dirige à Rome les publications universitaires, et le cousin de celui-ci, Alessandro Laterza, qui dirige à Bari le secteur de l'édition scolaire.
Depuis plusieurs années, Laterza s'oriente également vers les nouveaux médias en publiant une série de guides d'Internet et en diffusant par podcast des cours et conférences organisés à son initiative, en particulier les Lezioni di Storia.

## Auteurs
Entre autres auteurs, Laterza publie Luciano Canfora, Luciano Gallino, Massimo Montanari, Rosario Romeo, Raffaele Simone...